# François de Chasseloup-Laubat (explorateur)
Pour les articles homonymes, voir François de Chasseloup-Laubat et Famille de Chasseloup-Laubat.
François de Chasseloup-Laubat, né le 13 novembre 1904 à Paris et mort le 28 août 1968 à Marennes, est un athlète, explorateur, zoologiste, archéologue, éleveur de chevaux et historien local français.

## Biographie

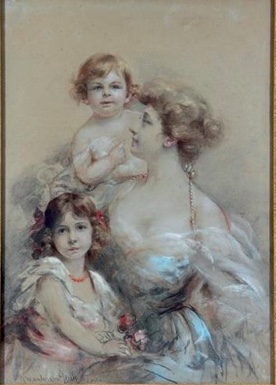
Portrait de la marquise de Chasseloup-Laubat et de ses deux enfants aînées, Magdeleine, future princesse Achille Murat, et François - par Rosina Mantovani Gutti.

François de Chasseloup-Laubat est le fils du marquis Louis de Chasseloup-Laubat, président du Comité national des sports et de la Fédération française d'escrime (fils de Prosper de Chasseloup-Laubat) et de Marie-Louise Stern (fille d'Ernesta Stern).
Il suit des études de  mathématiques spéciales et pratique l'athlétisme. Il est sélectionné pour affronter la Belgique en 1925 sur 100 mètres. Il réalise des voyages d'exploration en Asie et en Afrique, dont il rapporte des observations notamment en microzoologie et en archéologie.
Lors de séjours en Malaisie centrale (1928, 1933 et 1934), il étudie les aborigènes (Sakaï) de la Jungle malaise dans le Perak et le Pahang. Auteur de photographies, il en fait don au Musée de l'Homme.
Il participe à l'Expédition alpine française du Hoggar dans le Sahara central en 1935. Missionné par le Musée de l'Homme, il fait la découverte d'un important gisement archéologique dans l'Oued Mertoutek (Tefedest). Il reçoit la médaille d'or en éducation physique et le Prix Duveyrier de la Société de géographie.
De 1938 à 1939, il est chargé de mission par le Musée de l'homme et l'Institut Pasteur, pour qui il étudie le Lac Tchad, avec la première traversée de Fort-Lamy à N'Guigmi. Ses travaux scientifiques sont récompensées de la médaille d'honneur de l'Institut Pasteur. Lors d'un voyage avec Frison-Roche, il réalise des recherches sur l'art rupestre du Sahara.
Lors de la Seconde Guerre mondiale, il est mobilisé au 5e régiment du génie et détaché comme agent de liaison auprès de l'armée britannique (mai 1940). Il est ensuite affecté au sein de la 1re Division du Canada.
Héritier du château de La Gataudière et adjoint au maire de Marennes, il se consacre à l'histoire de la Saintonge et est l'un des fondateurs de l'Académie de Saintonge en 1957, dont il est le directeur de 1963 à sa mort. Il met en place le système des prix à l'Académie.
Sans enfant, il adopte son neveu François Murat, par jugement rendu le 19 février 1964 par le tribunal de grande instance de la Seine.

## Publications
- Réflexions sur la Saintonge romane... Carte de Charles Connoué (1961)
- Brouage (1958)
- La Gataudière (1957)
- La Saintonge romane. Avec 3 croquis et 26 photographies de l'auteur et une carte... de Charles Connoué (1954)
- Philippe Pétain, maréchal de France, 1856-1951 (1951)
- Les Peintures rupestres du Haut-Mertoutek (1946)
- François Fresneau, seigneur de la Gataudière, père du caoutchouc (1942)
- Présentation d'un film en couleurs, sur la première traversée du lac Tchad, du sud au nord, au grand amphithéâtre de l'Institut Pasteur (1941)
- Art rupestre au Hoggar, Haut Mertoutek (1938)